# Thư viện Công cộng Cincinnati và Quận Hamilton
Thư viện Công cộng Cincinnati và Quận Hamilton (tiếng Anh: The Public Library of Cincinnati and Hamilton County, viết tắt PLCH) là một hệ thống thư viện công cộng tại Quận Hamilton, Ohio, Hoa Kỳ. Cùng với vị trí chính ở trung tâm thành phố Cincinnati, PLCH có 41 chi nhánh khu vực và hàng xóm ở khắp quận hạt.
Vào năm 2010, PLCH có vào khoảng 9 triệu quyển sách để đứng hạng 12 trong nước Mỹ.  
Năm 2008, PLCH lưu hành hơn 15 triệu quyển trong năm. Vị trí chính nói riêng lưu hành hơn 4 triệu quyển hàng năm, tức nhiều nhất tại vị trí thư viện nào trong quốc gia. Theo Hennen's American Public Library Ratings năm 2008, PLCH đứng hạng 10 trong những thư viện phục vụ dân số hơn 500.000 người. Các vị trí của PLCH có 5.661.940 khách hàng năm 2008.
PLCH xuất từ một thư viện tư (subscription library) mở cửa năm 1802. Ngày 14 tháng 3 năm 1853, nó trở thành Thư viện Công cộng Cincinnati. Từ lúc thành lập, thư viện đã đóng tại vài tòa nhà, cuối cùng chuyển đến vị trí tại góc đường số 8 và đường Vine.